# 信誠證券
信誠證券(Prudential Brokerage Ltd)是香港一間證券公司，成立於1985年，為香港交易所的參與者，屬於乙組經紀。擁有3個聯交所交易權及1個期交所交易權，總行位於中環環球大廈，另有4間分行，分別設於尖沙咀、紅磡、香港仔及荃灣。

## 業務範圍
- 證券
- 期貨
- 企業融資
- 市場研究
- 為合作伙伴提供技術設備及系統支援

## 機構客戶
- 中銀香港
- 美國(亞洲)銀行
- 工銀亞洲

## 連結
- 信誠證券 （页面存档备份，存于）